# Micromesistius

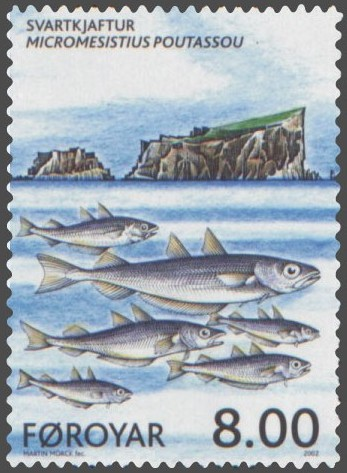
Segell de les illes Fèroe mostrant exemplars de maires (Micromesistius poutassou)

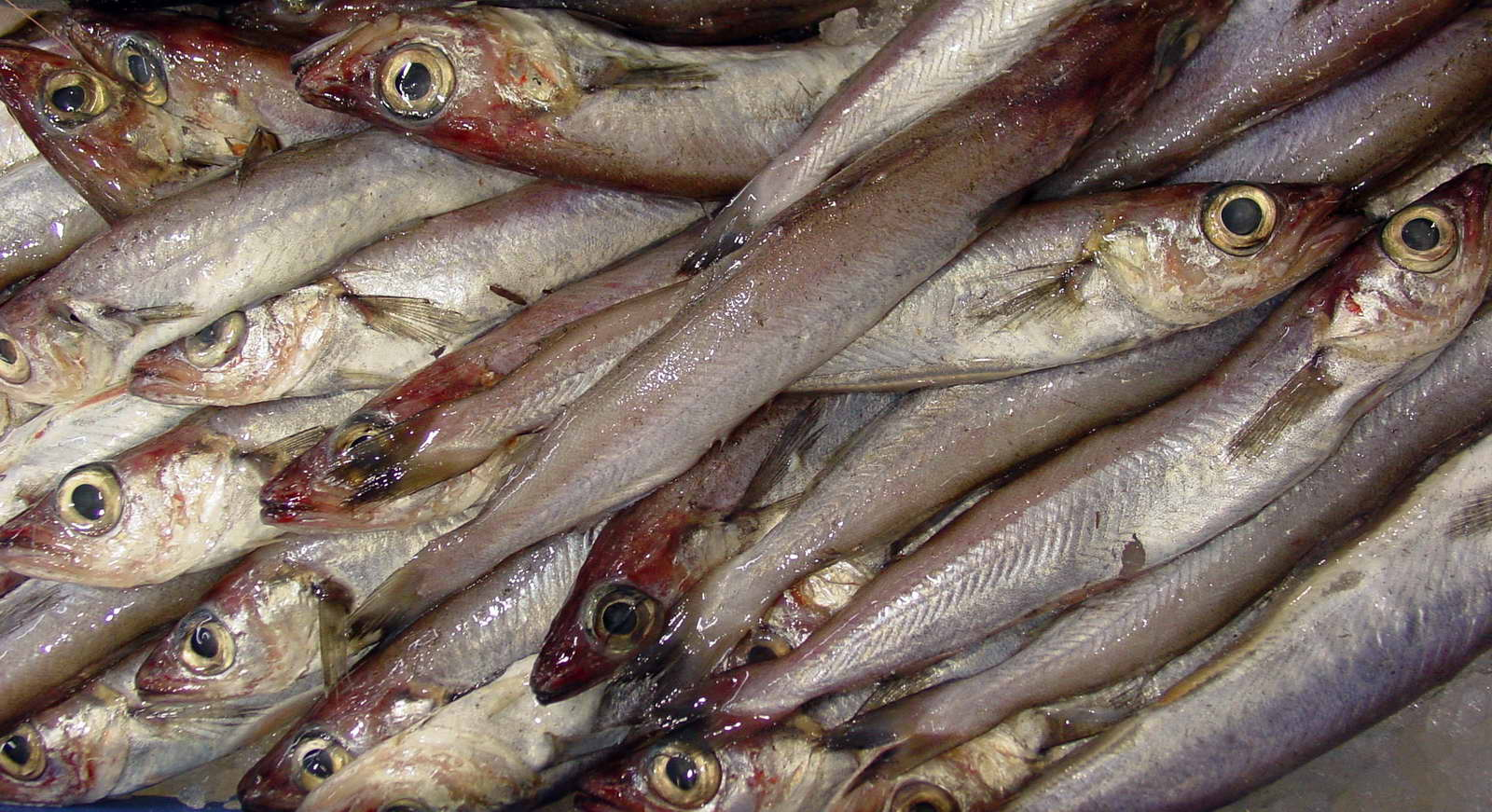
Bacallarets (Micromesistius poutassou

Micromesistius és un gènere de peixos pertanyent a la família dels gàdids.

## Descripció
- La mandíbula inferior sobresurt una mica més que la superior.
- No presenten barbetes al mentó.
- Tenen canals sensorials al cap.
- Primera aleta anal llarga.
- Aletes dorsals força separades.
- Línia lateral contínua al llarg de tot el cos.[2]

## Reproducció
Té lloc a 180-360 m de profunditat, a 10-30 m del fons marí i sobre la vora de la plataforma continental.

## Alimentació
Es nodreixen principalment de petits crustacis (eufausiacis i amfípodes) i, molt rarament, de peixos.

## Hàbitat
Són peixos mesopelàgics, els exemplars adults dels quals viuen entre 160 i 3.000 m de fondària. Els joves ho fan en aigües poc fondes i, de vegades, litorals.

## Distribució geogràfica
Micromesistius australis australis es troba a la Patagònia argentina, Xile i les illes Malvines, Geòrgia del Sud, Shetland del Sud i Òrcades del Sud. Micromesistius australis pallidus és autòcton de l'illa Sud de Nova Zelanda, mentre que la maire (Micromesistius poutassou) és pròpia de l'Atlàntic nord-oriental (des del mar de Barentsz, el mar de Noruega i Islàndia fins a la Mediterrània occidental i la costa africana fins al cap Bojador) i l'Atlàntic nord-occidental (el sud de Groenlàndia, el sud-est del Canadà i el nord-est dels Estats Units).

## Taxonomia
- Micromesistius australis (Norman, 1937)[6]
  - Micromesistius australis australis
  - Micromesistius australis pallidus
- Maire (Micromesistius poutassou) (Risso, 1826)[7][8][9][10][11]